# Liste des commanderies templières en Calabre

Blason de la Calabre

| Cette liste recense les anciennes commanderies et maisons de l'Ordre du Temple en Calabre (Italie). |

## Histoire et faits marquants
Une présence importante des templiers en Calabre ne fait aucun doute compte tenu des nombreuses chartes dans lesquelles on voit apparaître les noms des maîtres provinciaux de Sicile et de Calabre, mais les historiens se sont très peu penchés sur le sujet, faute d'archives détaillées sur ces possessions. 
Les pièces du procès de l'ordre du Temple en 1310 ne nous renseignent que sur l'existence d'une commanderie à Castrovillari, la plupart des autres lieux ne faisant l'objet que de suppositions, comme pour les environs de Reggio Calabria, afin de permettre la liaison avec la commanderie de Messine en Sicile. 
Quant aux hospitaliers, ils semblent présents à Sant'Eufemia Lamezia (it) (Lamezia Terme) vers la fin du XIIIe siècle ,.
Un professeur italien s’intéresse depuis 2013 à leur éventuelle présence autour du golfe de Squillace.

## Possessions templières
* château ⇒ CH, baillie (Commanderie principale) ⇒ B, Commanderie ⇒ C, Hospice ⇒ H,
 Maison du Temple aux ordres d'un précepteur ⇒ M,  = Église (rang inconnu)
| Rang | Etablissement | Ville actuelle (ou à proximité) | Observations | Début présence templière |
| ---- | ------------- | ------------------------------- | ------------ | ------------------------ |
| C    | Castrovillari | Castrovillari                   | ,            | ?                        |

| Localisation en Calabre (Liens vers les articles correspondants) |
| ---------------------------------------------------------------- |
| \| Basilicate Sicile Castrovillari Sant'Eufemia \|               |
| Basilicate Sicile Castrovillari Sant'Eufemia                     |

### Possessions douteuses ou à confirmer
Ci-dessous une liste de biens pour lesquels l'appartenance aux templiers n'est pas étayée par des preuves historiques:
- Trois bâtiments d'origine templière sur le site archéologique de Blanda à Tortora[5].
- Basilique Santa Maria della Roccella (en ruines) à Borgia[2]
- Une commanderie à Squillace, église Santa Maria della Pietà[2]
- L'église Saint-Pantaléon à Montauro[2]